# 宋才华
宋才华（1965年7月16日—），广东省梅州市人，中华人民共和国政治人物。

## 生平
1965年7月16日，宋才华出生在广东省梅州市。
2017年3月，宋才华出任梅州市人力资源和社会保障局局长，同年4月兼任中共平远县委书记。
2021年10月29日，宋才华调任中共兴宁市委书记。

### 落马
2024年10月29日，宋才华涉嫌严重违纪违法接受广东省纪委监委纪律审查和监察调查。